# Faida di Cassano allo Ionio
La faida di Cassano allo Ionio è una faida di 'Ndrangheta scoppiata alla fine degli anni novanta e all'inizio del nuovo secolo tra la 'ndrina dei Forastefano e gli Zingari di Lauropoli.
Durante la faida nel 2002 si salvò da un agguato il capo Vincenzo Forastefano.

## Storia
Nel 2003 terminò con l'operazione Lauro dei carabinieri che decimò la 'ndrina di etnia rom di Francesco Abbruzzese detto Dentuzzo. Usciti vittoriosi i Forastefano, da quel momento hanno il controllo sulle attività criminali dell'alto Ionio cosentino.
- 3 ottobre 2002: inizia la guerra tra i due clan, con la morte di Fiore Abbruzzese ed Eduardo Pepe, si contano 12 omicidi[3].
- 2003: scompare il piastrellista Antonio Aquesta, di anni 22; si ipotizza lupara bianca, che verrà molto tempo dopo confermata da un pentito[3].
- Il 22 agosto 2009 viene ucciso mentre lavorava in campagna, Federico Faillace a Spezzano Albanese, presunto affiliato ai Forastefano, nonché capo dei Faillace-Portoraro[4].
- L'8 ottobre 2010 a Cassano allo Ionio, nei pressi del villaggio turistico di Marina di Sibari, viene ucciso a colpi di pistola Gaetano Novelli, 47 anni. Novelli era stato coinvolto nell'inchiesta Omnia con l'accusa di usura e condannato a 9 anni di reclusione in primo grado a marzo 2010[5].